# Роналдо Анжелин
Роналдо Анжелин (также известный как Роналдо Анжелим) (порт. Ronaldo Simões Angelim; 26 ноября 1975, Жуазейру-ду-Норти, Сеара) — бразильский футболист, защитник.

## Биография
У Роналдо Анжелина необычная спортивная карьера. Хотя в 23 года он попал в один из сильнейших клубов штата «Сеара», в то время команда пребывала лишь в Серии B Бразилии. Затем он ещё сезон провёл в скромном «Итуано», как и в первые годы карьеры практически не борясь за большие титулы.
В 2001 году игрок перешёл в другую большую команду штата — «Форталезу», выступавшую также в Серии B Бразилии. И лишь в 2003 году (в возрасте 27 лет) игрок со своей командой дебютировал в элитном дивизионе чемпионата страны. «Форталеза» провела в элите сезон и вновь вернулась в Серию B. По итогам сезона 2005 клуб опять покинул элиту. Но Роналдо Анжелин всё же удостоился довольно неожиданного приглашения со стороны легендарного «Фламенго», и у игрока в 30 лет начался самый лучший этап в карьере. Ведь все предыдущие годы, проведённые в клубах Сеары не могут идти ни в какое сравнение с последовавшими достижениями игрока в самом популярном клубе Бразилии.
В свой первый сезон во «Фла» Роналдо Анжелин стал победителем Кубка Бразилии, где в 8 матчах отметился 2 забитыми голами. В чемпионате Бразилии игрок провёл 19 встреч (то есть половину из проведённых командой). В 2007—2009 гг. игрок со своим клубом неизменно проводил по более чем 50 матчей за сезон, и трижды подряд выигрывал первенство штата Рио.
27 октября 2008 года в телешоу на национальном телевидении двукратный чемпион мира Роналдо назвал Роналдо Анжелина «идеальным защитником».
В начале 2009 года Роналдо Анжелин получил настолько серьёзную травму мышцы ноги, что возникла даже угроза её ампутации. Футболист сумел восстановиться и 22 июля сыграл против «Гремио Баруэри» свой 100-й матч за «Фламенго». Единственный гол в чемпионате 2009 года стал для Роналдо Анжелина самым важным в карьере: его гол в ворота «Гремио» 6 декабря на стадионе Маракана позволил «красно-чёрным» обыграть соперника и стать чемпионом Бразилии.

Это мечта для меня как для болельщика и игрока «Фламенго». Я хочу поблагодарить Пета, который отдал мне великолепную голевую передачу.— Интервью после матча
В 2011 году покинул «Фламенго» и долгое время оставался свободным агентом. В начале марта 2012 года было объявлено о подписании контракта Анжелина с «Форталезой».

## Достижения
- Чемпион Бразилии (1): 2009
- Обладатель Кубка Бразилии (1): 2006
- Чемпион штата Рио-де-Жанейро (4): 2007, 2008, 2009, 2011
- Чемпион штата Сеара (5): 1999, 2001, 2003, 2004, 2005